# Тилик Ігор Володимирович
Тилик Ігор Володимирович (нар. 20 грудня 1968, Київ) — кандидат мистецтвознавства, хоровий диригент, композитор, лауреат міжнародних конкурсів, старший викладач Факультету музичного мистецтва Київського національного університету культури і мистецтв. Нагороджений Почесною грамотою міністра культури і туризму України «За вагомий особистий внесок у створенні духовних цінностей та високу професійну майстерність» (2009 р.)
Походить із сім'ї музикантів. Батько Володимир Тилик (1938—2009) — український композитор, 1962 року закінчив Київську консерваторію (учень А. Штогаренка).

## Біографія
Ігор Тилик закінчив Національну музичну академію України ім. П. Чайковського (1995) по класу диригування у Заслуженого діяча мистецтв України, проф. В. Лисенка. Хормейстер капели «Дніпро» Національного університету ім. Т. Шевченка. З 1995 року працює на кафедрі академічного хорового диригування КНУКіМ (викладає: історію української музики, історію музичних стилів, історія та теорія православного богослужбового співу, музично-теоретичний практикум, диригування.) У 2001 р. закінчив аспірантуру КНУКіМ за спеціалізацією «Теорія та історія культури».
Має аудіо-записи авторських творів на CD. Неодноразово бере участь у записі музичних теле- та радіо програм: «Київ-класичний», «Класік-прем'єр», «Обрії».
Розробив новий навчально-методичний комплекс — «Теорія та практика православного богослужбового співу».

## Релізи

### Твори для фортепіано
- Балада-фантазія «З глибини віків» (1991 р.)
- Три прелюди до фортепіано (1995—1999 рр.)
- Рапсодія для ф-но (1999 р.) (існує редакція для симфонічного оркестру)
- Фортепіанний диптих «Зоряна ніч»
- Фортепіанні мініатюри (арабески) (2003—2005 рр.)
- «Прелюд до-мінор»
- «Молитва»
- Концертний марш для ф-но (2016 р.)

### Твори для хоруa cappella
- «Херувимська»[2]
- «Покаянія открий мені двері, Життєдавче»[3]
- «Милість миру» для чоловічого хору (1996 р.)
- «Хваліте Господа з небес» (1997 р.)
- два зразки «Алилуя» (1997 і 1998 рр.)
- «Тобі співаємо» (1999 р.)
- «Велика ектенія» (2014 р.)
- концерт «Величає душа моя Господа» (2016 р.).

Серед світських творів знаковими є: «Посвята Карлу Орфу» фуга на тему № 2 з «Carmina Burana» (1994 р.), «Молитва», Триптих «Світлотіні» написаний на авторський текст і присвячений П.Тичині, «Під знаком вічності :  Sub specie aeternitatis» існує у двох редакціях, 1-для солістів, хору і ф-но (2013 р.), 2 — для солістів, хору, оркестру і органу (2014 р.).

### Твори для голосу і фортепіано
- Вокальний триптих «Вперед до Перемоги» (1."Кривавий світанок"; 2."Коли закінчиться війна"; 3."Вперед до Перемоги!") цикл написаний весною 2022 р. у період широкомаштабного вторгнення росії в Україну, як зазначає сам автор: «… від появи початкового ескізу мелодії першої пісні (03.03.22.) до завершення роботи над останньою (27.04.22.)».[4]

## Науковий доробок
- Тилик І. В. Поліфонія: муз.-теор. прктикум. Київ: Ліра-К, 2017. 63 с.
- Тилик І. В. Специфіка образно-драматургічної взаємодії музичного і вербально-текстового концептів у творчості Артемія Веделя. Вісник Київського національного університету культури і мистецтв. Серія: «Музичне мистецтво». 2019. № 2. Т. 2. С. 140—150.
- Тилик І. В. Творчість артемія Веделя в контексті жанрово-стильових параметрів центрально-європейського музично-лексичного ареалу XVIII століття. Музика в діалозі з сучасністю: комунікативні аспекти музичної культури України ХХІ століття : тези доп. щорічної наук.-практ. ін.-конф. проф.-викл. складу, докторантів, аспірантів, магістрів та студентів. м. Київ. 23 квітня 2020. Київ: видавничий центр КНУКіМ. С.48 — 51.
- Тилик І. В., Комаренко Н. М. Ментально-світоглядні та жанрово-стильові аспекти розвитку української музичної культури періоду Гетьманщини. Молодий вчений. 2017. № 10 (50). С. 349—354.
- Тилик І. В. Специфіка мистецько-біоенергетичного феномену П. І. Муравського. Імідж сучасного педагога: період. наук. вид. полтавського обл. інт-тупіслядипл. пед. освіти ім.. М. В. Остроградського. № 5, Полтава, 2017. С. 53-56
- Тилик  І. В., Дондик О. І. Формування науково-аналітичних параметрів вивчення  творчості А. Веделя крізь призму музикознавчо-текстологічних досліджень другої половини ХІХ — середини ХХ ст. Наукові записки Тернопільського національного педагогічного університету імені Володимира Гнатюка. Серія: Мистецтвознавство № 2 (вип. 39). м. Тернопіль. 2018 р. С. 57-77
- Тилик  І. В. Творча постать Н. П. Кошиць у контексті виконавської специфіки вокально-оперного мистецтва. Імідж сучасного педагога: період. наук. вид. полтавського обл. інт-ту післядипл. пед. освіти ім.. М. В. Остроградського. № 1 (184), Полтава, 2019. С.73-78.
- Тилик  І. В., Лисенко В. В. Літургійна творчість Артемія Веделя: музикознавчий та інтерпретаційно- виконавський аспекти. Література та культура Полісся, Vol 102, no 17f, Aug. 2021, pp 176-85.
- Ihor Tylyk, Nataliia Krechko, Olena Skoptsova, Larysa Ostapenko, Zhanna Zakrasniana. Inclusive component of modern higher education, its socio-cultural role and development prospects. Studies of Applied Economics. DOI:10.25115/eea.v39i5.5305